# Plaça de Cuba
La plaça de Cuba és un espai públic del barri del Sant Crist de Can Cabanyes de Badalona.
En origen era un solar on els veïns aparcaven els seus vehicles, i està molt vinculada al carrer de Cuba, que porta el mateix nom i passa pel seu costat. El 1975 l'Ajuntament de Badalona va projectar i inaugurar la plaça. A causa del desnivell del terreny, es va construir a tres alçades, i es va dotar l'espai d'arbrat, bancs, una font i va ser decorada amb l'estàtua d'una sirena. El nom es va aprovar oficialment el 4 de juliol de 1975, tot i que el carrer de Cuba ja tenia aquesta denominació almenys des de 1940, tot i que no consta que s'aprovés de manera oficial. Hom afirma que el nom va ser per influència de Ramon Rodó, que va ser promotor d'una urbanització al barri a la dècada de 1920 i que havia fet fortuna a l'illa de Cuba.
Entre 1969 i 1975 es va bastir en l'àmbit de la plaça el temple parroquial de la Mare de Déu de Montserrat, que antigament havia estat al carrer de la Camèlia, llavors dit de Ramon Franco. Al cap de pocs anys, el 1981 es va proposar la seva reurbanització a causa del seu mal estat i es va projectar una plaça a dos nivells, a més de ser declarada com a zona de vianants. Posteriorment, encara es feu una tercera remodelació a la dècada del 2000.
Quant a esdeveniments, l'1 d'agost de 1992, es va organitzar un acte de solidaritat amb motiu de l'agermanament de Badalona amb la població de San Miguel del Padrón, que va comptar amb la participació d'esportistes de la delegació olímpica cubana, el ministre d'esports de Cuba, el delegat del comitè olímpic, així com autoritats badalonines i representants de l'associació de veïns del Sant Crist, col·locant-se una placa commemorativa. El 1994 la placa es va instal·lar en un monòlit, que va ser inaugurat per l'alcalde Joan Blanch i el cònsol de Cuba a Barcelona.